# Lasničić család
A Lasničić (vagyLačničić, Lisničić ) család egyike volt a Horvát Királyság azon tizenkét törzsi nemzetségének, amelyet a Pacta conventa is említ. 

## Története
Származási helyük az egykori Luka és Sidraga zsupánia területe a Zára és Biograd vidékén található. A nemzetség legkorábbi ismert őse Obrad Lasničić zsupán, egyike a Pacta conventában említett tizenkét nemesnek. A család legkorábbi biztos említése 1207-ből származik, amikor Jutroš és Slavomir két okiratban is szerepel a bubnjani Szent Péter-templomnak a Biograd közelében fekvő Szent Kozma és Damján monostornak történő adományozásának tanújaként.
A 14. század elejéig Gacka zsupánia területén voltak birtokaik, az Otocsán és Doljani közötti birtokot róluk nevezték el. I. Károly magyar király azonban 1316 és 1323 között földjeiket Frangepán II. Dujamnak adta, emiatt Lasničić név eltűnt Gackáról. 
Ugyanebben az évszázadban tesznek említést a család néhány gazdaságáról Zárában, valamint a Vrána környéki Raštaniban és a Zára melletti Bičiniben. A nemzetség további  ismert tagjai voltak Juraj, Dibudoj és Tolšo, akik 1380 előtt haltak meg, és akik közül Jurajnak birtoka is volt Zárában. A családot utoljára 1448-ban említik, amikor a Raštaniban élő Jakov glagolita papot említik.

## A Tolšić-ág
Ez az ág Tolšo (Tolso Lassicich) zsupánról kapta a nevét, akit 1275-ben bíróként, 1322-ben pedig már elhunytként említenek. Valószínűleg volt egy Hlapac nevű fia, akinek egy Juraj nevű zárai birtoka volt, amelyet még Tolšótól vásárolt meg a 14. században. 1361-ben Martint, míg 1380-ban és 1388-ban Vladislav Tolšićot jegyezték fel, aki eladott néhány földet, és 1398-ban birtoka volt Lemeševo Hrašćéban. Hozzájuk tartozott az 1391, illetve 1399 előtt elhunyt Šimun és Jakov is, akik közül Jakovnak volt egy lánya Jelena, aki Ratko Drahiašić Čudomorić zárai polgár felesége volt.